# Wypadki gryfickie
Wypadki gryfickie – wydarzenia początku lat 50. XX w. w powiecie gryfickim, dotyczące nadużyć władz w stosunku do rolników podczas prowadzonej akcji planowego skupu zboża.
W 1950 r. w powiecie gryfickim wystąpiły przypadki stosowania przymusu przy egzekwowaniu planowanych dostaw zboża od rolników – tzw. kułaków. Celem tych działań było uzyskanie odpowiednich kontyngentów rolnych i przygotowanie akcji pod kolektywizację wsi. W łamaniu praworządności uczestniczyli pracownicy aparatu partyjnego i administracyjnego, działacze Związku Młodzieży Polskiej, funkcjonariusze aparatu bezpieczeństwa publicznego i Milicji Obywatelskiej, trójki zbożowe i brygady młodzieżowe (brygady lekkiej kawalerii). Zakończyły się one pokazowym procesem sądowym 25 maja 1951 w Gryficach.

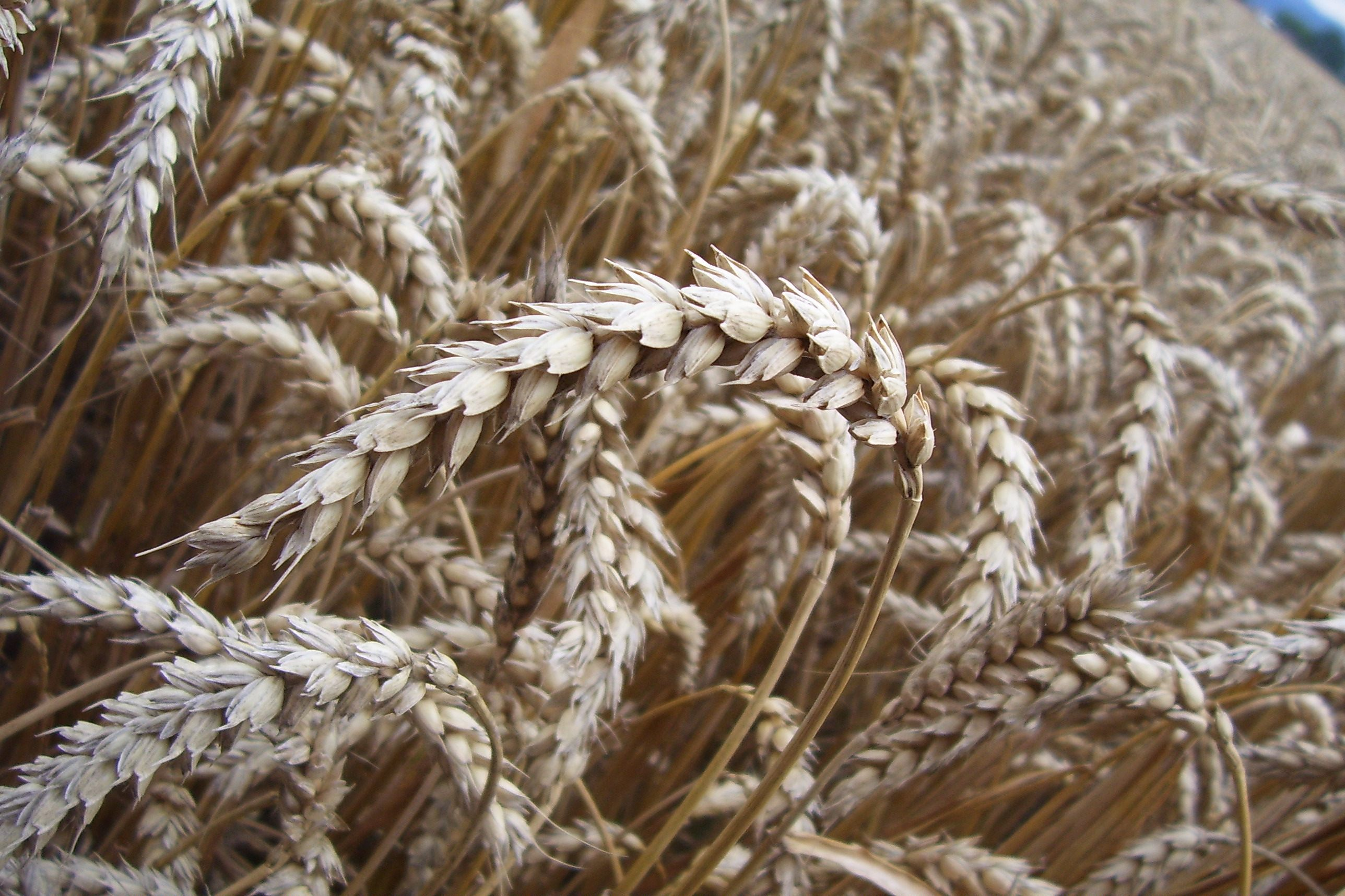
Pszenica, jedno ze zbóż poddane obowiązkowym dostawom

## Kolektywizacja wsi gryfickiej

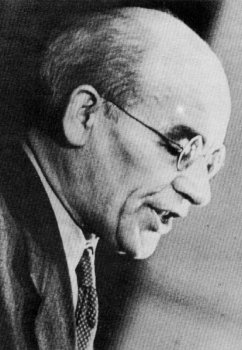
Władysław Gomułka, I sekretarz KC PPR, przeciwnik kolektywizacji w Polsce

### Od Kominformu po Episkopat
Kolektywizacja rolnictwa w Polsce została zapoczątkowana decyzją VII Plenum Komitetu Centralnego PPR z 3 września 1948. Podstawą jej była uchwała Kominformu, z czerwca 1948 (Bukareszt) – rozpoczynającej kolektywizację we wszystkich krajach bloku komunistycznego. Legitymizacji działań komunistycznych władz, w sprawie uspółdzielczania wsi udzieliły: ZSL – 10 lutego 1950 oraz Episkopat polski, po porozumieniu z rządem – 14 kwietnia 1950.

### Antykułacka propaganda
W prowadzonej polityce kolektywizacji wsi ważną rolę odegrała propaganda. Przy pomocy mediów, tj.: prasy, radia, plakatów, ulotek oraz lokalnych radiowęzłów, formalnie wymierzono atak przeciw rolnikom, których nazywano kułakami. Działacze partyjni w 1949 ustalili, że za kułaka należy uważać chłopa, który posiada 15 ha gospodarstwo rolne.
W Polsce do tej kategorii chłopów należało 10% ogółu rolników. W niektórych przypadkach odstępowano od tej zasady. Kwalifikowano do grupy tych, którzy posiadali w gospodarstwie dachówkę lub potrafili dobrze gospodarować. Propaganda polityczna zakładała, że kułaków należy rozkułaczyć (za ukrywanie i niszczenie plonów), pozbawić wszelkich dóbr, a ich gospodarstwa włączyć do programu uspółdzielczania wsi lub państwowych gospodarstw rolnych.

### Proces uspółdzielczania wsi gryfickiej
Do 1950 r. efekty uspółdzielczania wsi były niewielkie. Podjęto wszechstronne działania, które miały pomóc w akcji kolektywizacyjnej. Wydano cztery antykułackie ustawy o obowiązkowych dostawach zbóż, ziemniaków, mleka oraz zwierząt rzeźnych. Proces kolektywizacji przebiegał w dwóch etapach:
- I etap: 1949-1951, tzw. przymus bezpośredni[17]. Charakteryzował się aresztowaniami chłopów, sprzeciwiających się uspółdzielczaniu. Fazy nacisków i represji były różne, w zależności od oporu chłopów gryfickich[16]. Trójki zbożowe, przy współudziale Urzędu Bezpieczeństwa Publicznego i Milicji Obywatelskiej, dokonywały bezprawnych rewizji, dopuszczały się kradzieży i dewastowania mienia rolników. Używano siły fizycznej i szykanowano tzw. kułaków, a w licznych przypadkach wydawano nakazy aresztowań[18].
- II etap: 1951-1954, tzw. przymus pośredni[17], w którym stosowano politykę fiskalną i system obowiązkowych dostaw[19][12].

W roku 1950 w powiecie gryfickim funkcjonowało 7 spółdzielni o łącznym obszarze 2356 ha. Stanowiło to zaledwie 3,34% użytków rolnych. Do roku 1955 powstało 65 spółdzielni, zrzeszających 1628 gospodarstw rolnych. Obejmowały one 18 094 ha użytków rolnych. Do spółdzielni w większości przystępowali chłopi o niskim statusie ekonomicznym, którzy otrzymali ziemię w wyniku parcelacji podczas reformy rolnej w latach 1944–1948, w tym parcelacji i osadnictwa na Ziemiach Zachodnich w okresie 1944–1945. Powstały cztery typy spółdzielni:
1. Zrzeszenie Uprawy Ziemi, które charakteryzowało się wspólną własnością gruntów, jednocześnie zachowując prywatną własność części składowych gospodarstwa rolnego, czyli maszyny, narzędzia itd.,
2. Rolnicze Zespoły Spółdzielcze, które cechowała wspólna własność ziemi bez inwentarza gospodarczego,
3. Rolnicze Spółdzielnie Wytwórcze, które charakteryzowały się wspólną własnością ziemi wraz z inwentarzem martwym i żywym. Część inwentarza z budynkami gospodarczymi oraz narzędziami pozostawały do dyspozycji spółdzielcy,
4. Rolnicze Zrzeszenie Spółdzielcze o cechach zbliżonych do Rolniczych Zespołów Rolniczych[25][26].

Z 28 277 ha zajmowanych przez gospodarstwa rolne w 1950 nastąpił spadek indywidualnych użytków rolnych do 8288 ha w 1955. Tak prowadzona akcja uspółdzielczania wsi spowodowała spadek produkcji rolnej. W latach 50. XX w. na skutek kolektywizacji zaznaczył się proces rozdrabniania indywidualnych gospodarstw rolnych. Z protokołów Prezydium Powiatowej Rady Narodowej w Gryficach wynika, że gospodarstwa rolne przeciętnie zmalały o 2,2 ha. Podstawą miały być masowe wnioski chłopów o zmniejszenie ich gospodarstw zgodnie z dyrektywami politycznymi. Zaznaczył się także proces zdawania gospodarstw na rzecz skarbu państwa.
Na VIII Plenum KC PZPR w październiku 1956 potępiono metody uspółdzielczania wsi. W. Gomułka stwierdził, że spółdzielnie, które powstały pod przymusem mogą ulec likwidacji. W 1957 wszystkie spółdzielnie w powiecie gryfickim zostały rozwiązane. W ich miejsce powstawały kółka rolnicze. W roku 1957 było ich 7, które zrzeszały 155 członków. Nowy etap uspółdzielczania rolnictwa gryfickiego nastąpił w sierpniu 1963, kiedy powstała Spółdzielnia Produkcyjna w Smolęcinie i kolejne w latach następnych.

#### Rola mediów lokalnych
W procesie uspółdzielczania wsi ważną rolę odegrały media lokalne. W latach 1952–1956 na terenie Gryfic była wydawana „Gazeta Gryficka”, która swym zasięgiem obejmowała teren powiatu gryfickiego. Tygodnik redagowany przez kolegium przy radiowęźle gryfickim był poświęcony w większej mierze spółdzielczości lokalnej, w którym opisywano aspekty pracy kolektywizacyjnej, wynikających z tego dóbr? i roli jaką odgrywa dla społeczności powiatu. Pojawiały się również artykuły wymierzone przeciw rolnikom indywidualnym, gdzie imiennie przedstawiano ich zadłużenia w obowiązkowych dostawach zbóż wobec państwa, jak i wrogą antykolektywizacyjną postawę. Opisywane wydarzenia miały na celu gloryfikowanie spółdzielczości, jako jedynej słusznej drogi w procesie produkcji rolnej ku dobru mieszkańców wsi, powiatu i państwa.

## Sprawa gryficka

### Urzędowe regulacje
Proces kolektywizacji w powiecie gryfickim rozpoczął się w roku 1949, kiedy administracja państwowa zaczęła wprowadzać program regulacji, polegający na odebraniu niektórym rolnikom wcześniej prawnie nadanej ziemi w zamian za odłogi rolne (zgodnie z dyrektywami powiatowej władzy politycznej). Do akcji kolektywizacji aktywnie włączył się I sekretarz Komitetu Powiatowego PZPR w Gryficach. Jego działalność była wspomagana od listopada 1950 przez pełnomocnika KC PZPR i inspirowana przez działaczy KW PZPR w Szczecinie. Do działań uspółdzielczania wsi włączono aktyw Powiatowego Zarządu ZMP w Gryficach.
W 1950 r. doszło do nadużyć przy skupie zboża. Bezprawnie zabrano rolnikom ponad 7 ton ziarna. Wobec opornych chłopów stosowano kary sądowe, które czasem kończyły się aresztowaniami. Dla przykładu: aresztowano i w lutym 1951 skazano na 5,5 lat pozbawienia wolności za handel dewizami rolnika z Trzebusza. Przyczyną oskarżenia miały być 2 USD, które znaleziono w jego mieszkaniu. Nieoficjalnie chodziło o oporność rolnika wobec kolektywizacji.

### Brygady młodzieżowe
Powiatowy Zarząd ZMP w Gryficach, z którego w późniejszym czasie wyłoniły się trójki zbożowe i brygady młodzieżowe (wspomagane przez pracowników Państwowego Ośrodka Maszynowego), rozpoczął akcje poszukiwania zboża. Do tego celu wytypowano kilka wsi. Przeprowadzono kilkadziesiąt rewizji w budynkach mieszkalnych i gospodarczych. Podczas akcji rolników więziono w osobnych budynkach. Czasami używano wobec nich przemocy fizycznej, także zastraszano. Dochodziło do dewastacji mienia, szczególnie maszyn i urządzeń rolniczych, chuligaństwa oraz kradzieży.

### Skarga poszkodowanych rolników
W kwietniu 1951 do KC PZPR wpłynęła skarga trzech poszkodowanych rolników, oraz list skarżący od gryfickiego milicjanta, który potępiał akcje lotnej brygady. Informację tę przekazano do Komitetu Wojewódzkiego w Szczecinie i Komitetu Powiatowego PZPR w Gryficach. W celu sprawdzenia nadużyć wyznaczono komisję, która miała na miejscu dokonać oceny strat materialnych. Wśród jej członków znaleźli się: I sekretarz KP PZPR w Gryficach, pełnomocnik KC PZPR i prokurator powiatowy. Po ocenie stanu dewastacji oraz przeprowadzonych rozmowach z poszkodowanymi polecono dokonać aresztowania członków brygady lekkiej kawalerii. Następnego dnia zostali oni uwolnieni.
W dniach 3–4 maja przeprowadzono ponowną kontrolę. Komisja KC PZPR pod przewodnictwem A. Alstera, po zapoznaniu się z materiałami dowodowymi zaleciła aresztowanie głównych sprawców nadużyć. Zatrzymano także pełnomocnika KC PZPR, zastępcę kierownika Wydziału Ekonomicznego KW PZPR w Szczecinie, I sekretarza KP PZPR w Gryficach, ówczesnego szefa Powiatowego Urzędu Bezpieczeństwa Publicznego oraz aktywistów Związku Młodzieży Polskiej. Dochodziło jeszcze do zastraszeń chłopów i przemocy fizycznej. Skala tego była jednak mniejsza niż w poprzednich przypadkach.

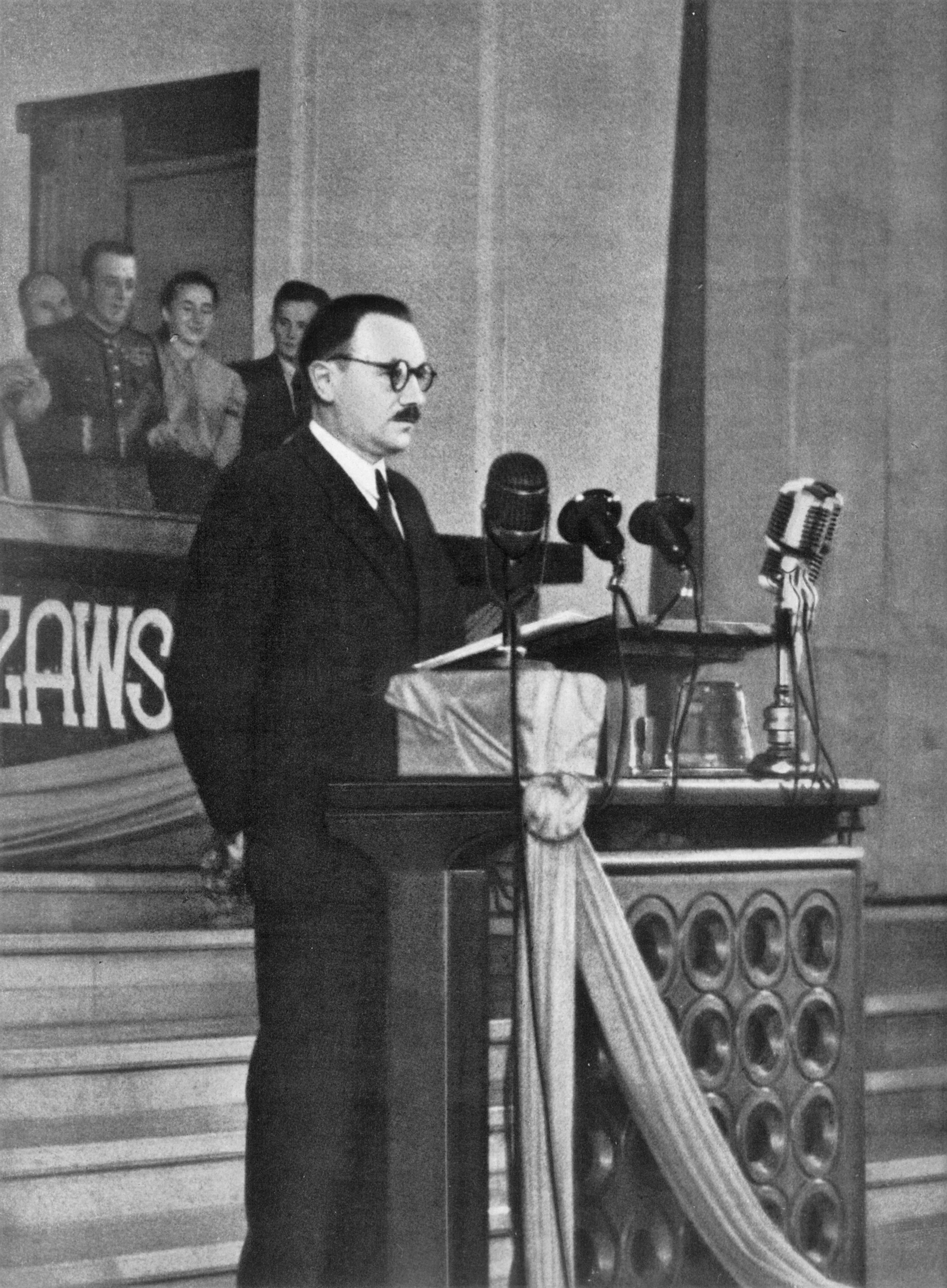
Bolesław Bierut, prezydent RP, I sekretarz KC PPR i KC PZPR, orędownik kolektywizacji w Polsce

### Pokazowy proces
25 maja 1951, przy współudziale mediów, odbył się pokazowy proces sądowy prowadzony przez Sąd Najwyższy, w którym uznano krzywdy 7 poszkodowanych rolników. Nakazano wypłacenie im odszkodowania za poniesione straty. Sąd skazał pięciu głównych sprawców na karę pozbawienia wolności od 4–5 lat, natomiast ośmiu działaczy młodzieżowych – na kary od 1–2 lat. Pozostałych zamieszanych w sprawę gryficką uniewinniono.
Prokurator Generalny dokonał także uniewinnienia wszystkich aresztowanych rolników, uchylając wcześniejsze wyroki. Kolejnym 11 wypłacono odszkodowanie ze specjalnego funduszu Prezydium Wojewódzkiej Rady Narodowej w Szczecinie. Brak danych źródłowych nie pozwala określić, czy proces gryficki uwzględniał zadośćuczynienia pozostałych 11 rolników. Według nieoficjalnych danych wnieśli oni roszczenia o odszkodowania po tym, jak wydarzenia zostały nagłośnione przez prasę.

### Pokłosie sprawy gryfickiej
Uchwała Komitetu Centralnego PZPR z 16 maja 1951 oficjalnie potępiła wydarzenia gryfickie. Biuro polityczne KC PZPR w dniu 24 maja 1951 wykluczyło wszystkich oskarżonych z szeregów partii. Zgodnie z wytycznymi dokonano także likwidacji Komitetu Powiatowego PZPR w Gryficach. Ówcześni działacze partyjni zostali pozbawieni funkcji i otrzymali kary partyjne, m.in. usunięto ze stanowiska i wykluczono z partii I sekretarza Komitetu Wojewódzkiego PZPR w Koszalinie Jana Kozłowskiego. Podczas posiedzenia egzekutywy KW PZPR w Szczecinie 27 maja 1951 potępiono również w powiecie gryfickim działania brygad młodzieżowych (tzw. brygad lekkiej kawalerii). Referat w sprawie działań podejmowanych przez brygady młodzieżowe w Gryficach wygłosił J. Pryma, ówczesny I sekretarz KW PZPR w Szczecinie. Na kilka miesięcy wstrzymano również dalszy etap kolektywizacji.
Opublikowanie wydarzeń gryfickich w ogólnopolskich mediach spowodowało rolniczy protest wobec nadużyć w innych rejonach Polski i powszechne występowanie ze spółdzielni. Kolejna uchwała KC PZPR z września 1951 w sprawie wypadków drawskich nie została ogłoszona. Prokurator Generalny natomiast pismem okólnym z 29 września 1951 zalecił wszczynanie postępowań karnych przeciw prowodyrom, nawołującym do występowania ze spółdzielni.

### Źródła
- Archiwum Państwowe w Szczecinie, Sprawozdanie Prezydium Wojewódzkiej Rady Narodowej w Szczecinie, sygn. 8, Szczecin 1951.
- Archiwum Państwowe w Szczecinie, Sprawozdanie z dn. 25.10.1956 Prezydium Powiatowej Rady Narodowej w Gryficach, Org. nr 90, Szczecin 1956.

### Źródła online
- Archiwum Państwowe w Szczecinie, Oddział w Płotach, Informacje o zespole archiwalnym. Starostwo powiatowe w Gryficach (SEZAM), Spisy ludności (pol.), nr zesp. 1/0, karta A, [dostęp 2011-10-21].
- ZBC Pomerania, „Gazeta Gryficka” (1952-1956), wydania archiwalne (pol.), [dostęp 2011-10-28].

### Opracowania
- Hornik B., Węzłowe problemy rolnictwa powiatu gryfickiego, [w:] Białecki T. (red.) Ziemia Gryficka 1969, Szczecin 1971.
- Kaczorowski A. W., Rozprute sztandary. Z Franciszkiem Gryciukiem, Antonim Kurą i Mateuszem Szpytmą rozmawia Andrzej W. Kaczorowski, [w:] Biuletyn Instytutu Pamięci Narodowej, nr 105-106, T. 10-11, Warszawa 2009.
- Nowa Encyklopedia Powszechna PWN, Bartłomiej Kaczorowski (red.), Wojciech Baturo (red.), t. 4, Warszawa: Wydawnictwo Naukowe PWN, 2004, ISBN 83-01-14179-4, OCLC 830615777. Brak numerów stron w książce
- Kura A., Aparat bezpieczeństwa i wymiar sprawiedliwości wobec kolektywizacji wsi polskiej 1948–1956, Warszawa 2006, seria Monografie, T. 28, ISBN 83-60464-04-9.
- Machałek M., Na poniemieckiej ziemi. Polityka rolna komunistycznych władz na Pomorzu Zachodnim – 1945-1948, [w:] Biuletyn Instytutu Pamięci Narodowej, T. 9-10, Warszawa 2005.
- Marzec C., Bezpośrednie przyczyny i przebieg wydarzeń gryfickich w 1951 roku, [w:] K. Kozłowski (red.), Ziemia Gryficka 1945-1985, Gryfice 1987.
- Miklos S., Rolnictwo powiatu gryfickiego w latach 1945–1970, [w:] Białecki T. (red.), Ziemia Gryficka 1970-1971, Szczecin 1973.
- Polak B., Cena wygranej. O problemach wsi w PRL z Tomaszem Berezą, Leszkiem Próchniakiem, Ryszardem Śmietanka-Kruszelnickim, rozmawia Barbara Polak, [w:] Biuletyn Instytutu Pamięci Narodowej, T. 1 (12), miesiąc styczeń, Warszawa 2002.
- Witold Pronobis, Polska i świat w XX wieku, Warszawa: Editions Spotkania, 1996, ISBN 83-86802-11-1, OCLC 69356436. Brak numerów stron w książce

### Opracowania online
- Dąbrowski Z., Powojenne prześladowania rolników (pol.), [dostęp 2009-11-25].
- Materiały WNE Uniwersytetu Warszawskiego, Historia gospodarcza. Zagadnienia (pol.), [dostęp 2009-12-03].
- Naszkowska K., Chłop pisze do czerwonych panów (pol.), [dostęp 2009-12-27].

### Opracowania prasowe online
- Kolegium redakcyjne przy radiowęźle gryfickim, Poznajmy typy spółdzielni produkcyjnych (pol.), „Gazeta Gryficka”, R. I, nr 14, z dn. 12 grudnia 1952, Szczecin 1952, [dostęp 2011-10-28].